# Chakapara
Chakapara là một thị trấn thống kê (census town) của quận Haora thuộc bang Tây Bengal, Ấn Độ.

## Địa lý
Chakapara có vị trí 22°38′B 88°21′Đ / 22,63°B 88,35°Đ Nó có độ cao trung bình là 14 mét (45 foot).

## Nhân khẩu
Theo điều tra dân số năm 2001 của Ấn Độ, Chakapara có dân số 24.212 người. Phái nam chiếm 52% tổng số dân và phái nữ chiếm 48%. Chakapara có tỷ lệ 75% biết đọc biết viết, cao hơn tỷ lệ trung bình toàn quốc là 59,5%: tỷ lệ cho phái nam là 79%, và tỷ lệ cho phái nữ là 70%. Tại Chakapara, 11% dân số nhỏ hơn 6 tuổi.